# Wilkie Collins
William Wilkie Collins (London, 1824. január 8. – London, 1889. szeptember 23.) angol regény- és drámaíró volt, aki elsősorban A fehér ruhás nő (1859) című krimi és korai szenzációs regényéről, valamint A Holdgyémánt (1868) című regényéről ismert, amely a modern detektívregény számos alapszabályát megteremtette, és egyben a rendőrségi eljárási műfaj talán legkorábbi egyértelmű példája.
A londoni festő, William Collins és felesége, Harriet Geddes gyermekeként született, tizenkét éves korában Olaszországba költözött velük, ott és Franciaországban élt két évig, ahol olaszul és franciául is megtanult. Kezdetben teakereskedőként dolgozott. Miután 1850-ben megjelent első regénye, az Antonina, Collins megismerkedett Charles Dickensszel, aki barátja és mentora lett. Collins műveinek egy része Dickens Household Words és All the Year Round című folyóirataiban jelent meg. Együttműködtek drámai és szépirodalmi művekben is. Collins az 1860-as évekre pénzügyi stabilitásra és nemzetközi követőkre tett szert. Az 1870-es és 1880-as években, miután rászokott a köszvénye ellen szedett ópiumra, egészségi állapota romlott, és ezzel együtt művészi munkásságának fogadtatása is.
Collins bírálta a házasság intézményét. Két nővel volt kapcsolata: az özvegy Caroline Gravesszel – akivel élete nagy részében együtt élt, lányát pedig sajátjaként kezelte – és a fiatalabb Martha Rudddal, akitől három gyermeke született.

## Fiatalkora

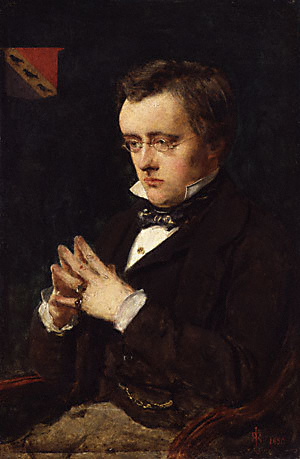
Portrait of Collins by John Everett Millais, 1850

Collins a londoni New Cavendish Street 11. szám alatt született William Collins, a Királyi Akadémia ismert tájképfestőjének és feleségének, Harriet Geddesnek a fiaként. Apja után nevezték el, de hamarosan a második nevén vált ismertté, amellyel keresztapját, a festő David Wilkie-t tisztelte. A család 1826-ban a Hampstead-i Pond Streetre költözött. 1828-ban született Collins testvére, Charles Allston Collins. 1829 és 1830 között a Collins család kétszer is elköltözött, először a Hampstead Square-re, majd a Bayswater-i Porchester Terrace-ra. Wilkie és Charles korai nevelésüket édesanyjuktól kapták otthon. A Collins család mélyen vallásos volt, és Collins édesanyja szigorú templomba járást erőltetett fiaira, amit Wilkie nem szeretett.[4]
1835-ben Collins a Maida Vale-i akadémián kezdett iskolába járni. 1836 és 1838 között szüleivel Olaszországban és Franciaországban élt, ami nagy hatással volt rá. Olaszországban megtanult olaszul, és elkezdett franciául tanulni, amit végül folyékonyan beszélt. 1838 és 1840 között Cole tiszteletes Highburyben lévő magáninternátusába járt, ahol bántalmazták. Az egyik fiú arra kényszerítette Collinst, hogy minden este meséljen neki egy történetet, mielőtt hagyta volna lefeküdni. „Ez a vadállat volt az, aki először ébresztett bennem, szegény kis áldozatában olyan erőt, aminek ha ő nem lett volna, talán soha nem is lettem volna tudatában. ... Amikor otthagytam az iskolát, saját örömömre folytattam a mesemondást” – mondta később Collins.
1840-ben a család a 85 Oxford Terrace, Bayswaterbe költözött. 1840 végén, majdnem 17 évesen Collins otthagyta az iskolát, és a teakereskedő Antrobus & Co cégnél helyezkedett el írnokként, amely Wilkie apjának egyik barátja tulajdonában volt. Nem szerette az irodai munkát, de több mint öt évig dolgozott a cégnél.
Collins írni kezdett, és 1843 augusztusában az Illuminated Magazine-ban publikálta első novelláját, „The Last Stage Coachman” (Az utolsó postakocsis) címmel. 1844-ben Charles Warddal együtt Párizsba utazott. Ugyanebben az évben írta meg első regényét, Iolani, or Tahiti as It Was; a Romance címmel, amelyet a Chapman and Hall-hoz nyújtott be, de 1845-ben elutasítottak. A regény még életében kiadatlan maradt. Collins azt mondta róla: „Ifjúkori képzeletem a nemes vadak között olyan jelenetekben tobzódott, amelyek miatt a tiszteletreméltó angol kiadó kijelentette, hogy lehetetlen, hogy egy ilyen regény címlapjára a nevét írja”. Mialatt Collins ezt a regényt írta, apja először tudta meg, hogy fia nem követi őt a festői pályán.
William Collins első fiát lelkésznek szánta, és csalódott volt, hogy Wilkie nem érdeklődött ez iránt. Apja kérésére Collins ehelyett 1846-ban belépett a Lincoln's Innbe, hogy jogot tanuljon; apja azt akarta, hogy biztos jövedelemhez jusson. Collins csak csekély érdeklődést mutatott a jog iránt, és idejének nagy részét barátaival és második regénye, az Antonina, avagy Róma bukása munkájával töltötte. Apja 1847-ben bekövetkezett halála után Collins elkészítette első publikált könyvét, az 1848-ban megjelent Memoirs of the Life of William Collins, Esq., R. A. címűt.
A család nem sokkal később a Blandford Square 38. szám alá költözött, ahol a szalonjukat amatőr színházi előadásokra használták. 1849-ben Collins kiállította a The Smugglers' Retreat című festményét a Royal Academy nyári kiállításán. Az Antonina-t Richard Bentley adta ki 1850 februárjában. Collins 1850 júliusában és augusztusában Henry Brandling festőművésszel Cornwallban tett gyalogtúrát. Sikerült befejeznie jogi tanulmányait, és 1851-ben ügyvédi hivatalt kapott. Bár hivatalosan sosem praktizált, jogi ismereteit számos regényében felhasználta.

## Írói pálya kezdete

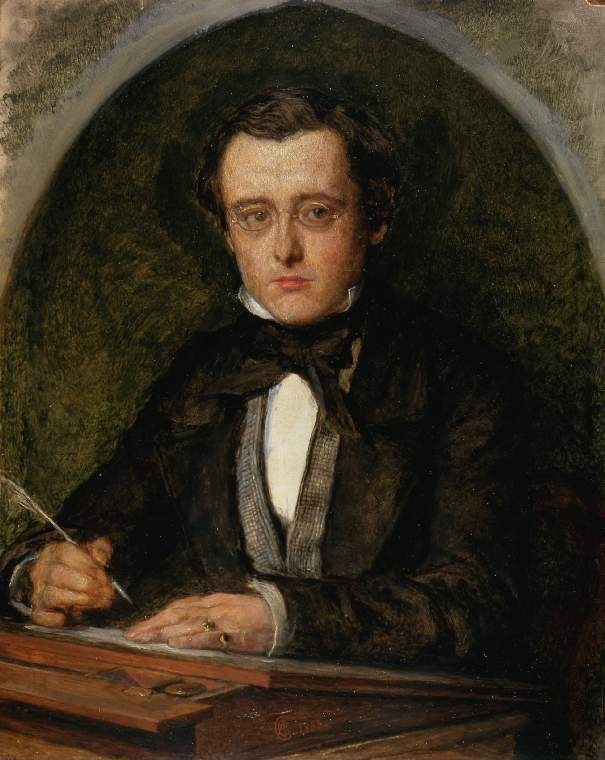
Portrait by Charles Allston Collins, 1853

Pályafutásának meghatározó eseménye volt, hogy 1851 márciusában egy közös barátja, Augustus Egg festőművész bemutatta Charles Dickensnek. Életre szóló barátok és munkatársak lettek. Ugyanezen év májusában Collins együtt játszott Dickensszel Edward Bulwer-Lytton Not So Bad As We Seem című darabjában. A közönség között ott volt Viktória királynő és Albert herceg is. Collins „A Terribly Strange Bed” című története, Dickens Household Words című folyóiratának első írása 1852 áprilisában jelent meg. 1852 májusában Dickens amatőr színjátszó társulatával turnéra indult, ismét a Not So Bad As We Seem (Nem olyan rossz, mint amilyennek látszik) című előadással, de már egy jelentősebb szereppel.
Collins Basil című regénye novemberben jelent meg a Bentley kiadónál. A Hide and Seek írása közben, 1853 elején Collins valószínűleg először kapott köszvényes rohamot, amelytől egész hátralévő életében szenvedett. Áprilistól július elejéig volt beteg. Ezt követően 1853 júliusától szeptemberig Dickens-szel Boulogne-ban tartózkodott, majd október és december között Dickensszel és Egg-gel Svájcban és Olaszországban turnézott. 1854 júniusában adta ki a Hide and Seek című könyvet.
Ebben az időszakban Collins bővítette írói munkásságát, cikkeket publikált George Henry Lewes The Leader című lapjában, novellákat és esszéket a Bentley's Miscellany számára, valamint drámakritikákat és a Rambles Beyond Railways című útikönyvet. (1851) Első színdarabját, a The Lighthouse-t 1855-ben Dickens színtársulata a Tavistock House-ban mutatta be. Első novelláskötete, az After Dark 1856 februárjában jelent meg a Smith, Elder & Co. kiadónál. Az A Rogue's Life című regényét a Household Words 1856 márciusában jelentette meg. Collins ekkoriban kezdett rendszeresen laudánumot használni köszvénye kezelésére. Függővé vált, és később is küzdött ezzel a problémával.
Collins 1856 októberében csatlakozott a Household Words munkatársaihoz. 1856-57-ben szorosan együttműködött Dickensszel a The Frozen Deep című színdarabon, amelyet először Tavistockban mutattak be. Collins The Dead Secret című regénye 1857 januárjától júniusig folytatásokban jelent meg a Household Wordsben, majd a Bradbury and Evans kiadónál kötetben is megjelent. Collins The Lighthouse című darabját augusztusban mutatták be az Olimpic Színházban. A The Lazy Tour of Two Idle Apprentices című elbeszélése, amely Dickens és Collins észak-angliai gyalogtúráján alapul, 1857 októberében jelent meg a Household Words című folyóiratban. 1858-ban Collins Dickensszel és más írókkal együtt dolgozott az „A House to Let” című történeten.

## 1860-as évek
Collins életrajzírója, Melisa Klimaszewski szerint:
Az 1860-as években megjelent regényei Collins pályafutásának legjobb és legmaradandóbb regényei. A The Woman in White, a No Name, az Armadale és a The Moonstone, amelyeket kevesebb mint egy évtized alatt írtak, nemcsak mesterként, hanem újítóként és provokátorként is mutatják Collinst. Ez a négy mű, amely nemzetközi hírnevet biztosított számára, és nagy számban kelt el, biztosította anyagi stabilitását, és lehetővé tette, hogy sokakat támogasson.
A The Woman in White (A fehér ruhás nő) 1859 novembere és 1860 augusztusa között nagy sikerrel jelent meg az All the Year Round című folyóiratban. A regény nem sokkal később könyv alakban is megjelent, és 1860 novemberére elérte a nyolcadik kiadást. Az egyre növekvő írói sikere lehetővé tette Collins számára, hogy 1862-ben lemondjon az All the Year Roundnál betöltött állásáról, és regényeire koncentráljon. Miközben a következő regényét, a No Name-t tervezte, továbbra is köszvénytől szenvedett, ami a szemére is hatni kezdett. A No Name sorozatos kiadása 1862 elején kezdődött és 1863-ban fejeződött be. Collins ekkorra már nehezen tudta kontrollálni a folyamatos köszvényére szedett laudanum mennyiségét, és függővé vált.
1863 elején Caroline Graves-szel együtt németországi gyógyfürdőkbe és Olaszországba utazott, hogy egészségét megőrizze. 1864-ben elkezdett dolgozni Armadale című regényén, augusztusban a Norfolk Broads és Winterton-on-Sea faluba utazott, hogy kutatásokat végezzen hozzá. A regényt 1864-1866-ban a The Cornhill Magazine sorozatban jelentette meg.
A Dickensszel közösen írt No Thoroughfare című darabját 1867-ben az All the Year Round karácsonyi számaként adták ki, és december 26-án a West End Adelphi Theatre-ben mutatták be. A darab 200 előadást élt meg, mielőtt turnéra vitték volna. A The Moonstone 1868 januárjától augusztusáig jelent meg az All the Year Round című folyóiratban. Édesanyja, Harriet Collins még abban az évben meghalt.

## Későbbi évek

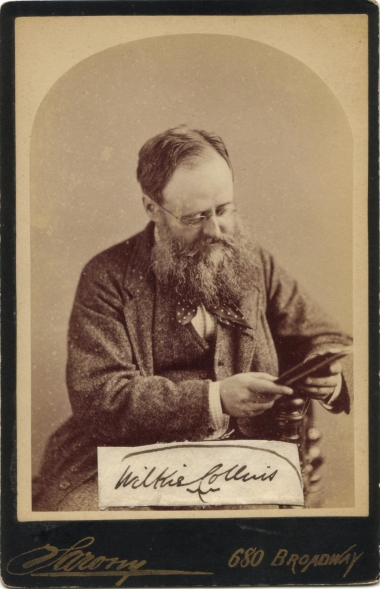
Photograph of Collins by Napoleon Sarony, 1874

1870-ben jelent meg Collins Man and Wife című regénye. Ebben az évben halt meg Charles Dickens, ami nagy szomorúságot okozott neki. A barátok első közös napjairól így nyilatkozott: „Minden nap láttuk egymást, és annyira szerettük egymást, amennyire emberek csak tehetik”.
A fehér ruhás nőt 1871 októberében dramatizálták és mutatták be az Olimpiai Színházban. Collins Poor Miss Finch című regényét a Cassell's Magazine 1872 októbere és márciusa között folytatásokban közölte. Miss or Mrs.? című kisregénye a Graphic 1871-es karácsonyi számában jelent meg. The New Magdalen című regénye 1872 októberétől 1873 júliusáig jelent meg folytatásokban. Fiatalabb testvére, Charles Allston Collins később, 1873-ban, 45 éves korában meghalt. Charles vette feleségül Dickens fiatalabbik lányát, Kate-et.

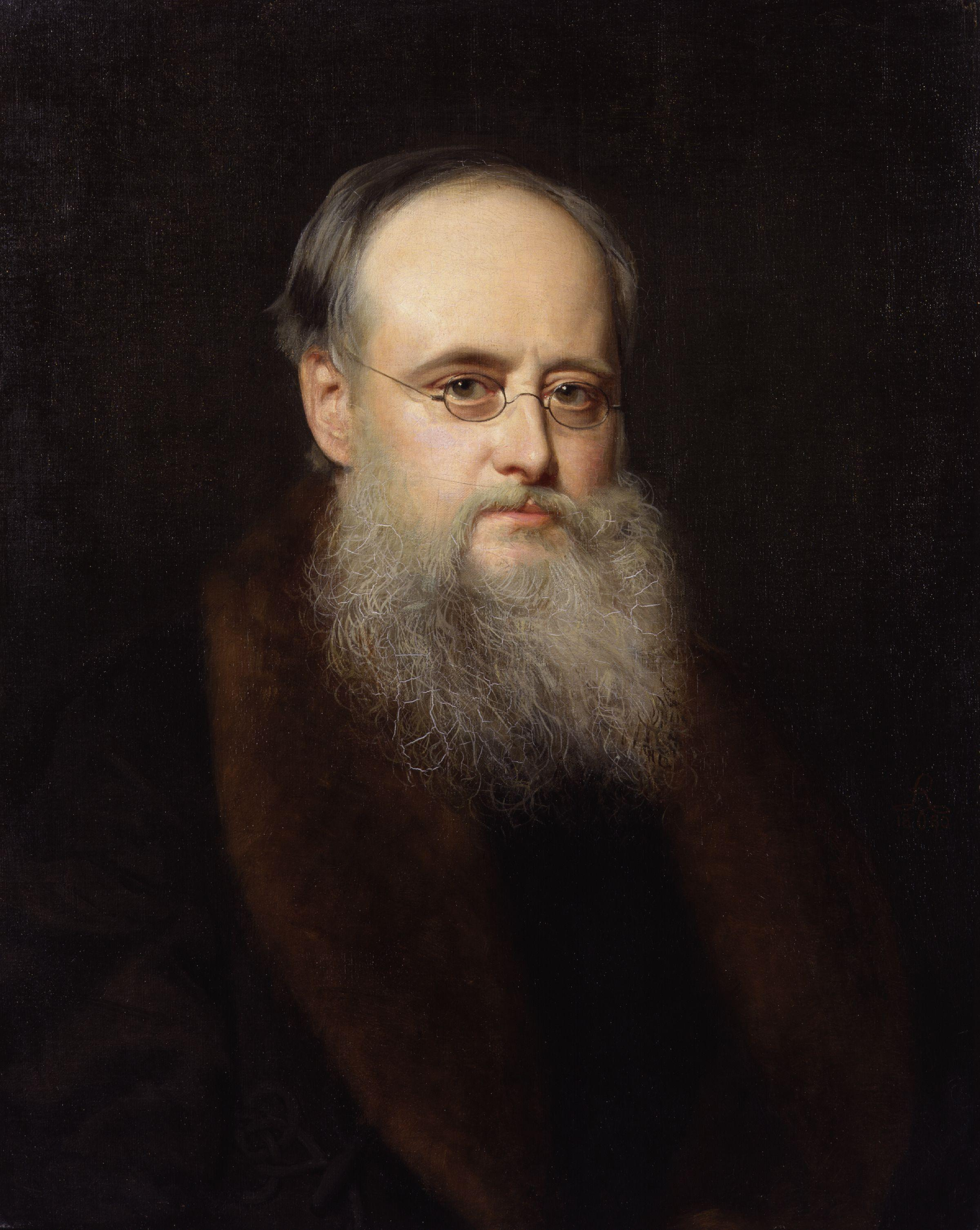
Portrait by Rudolph Lehmann, 1880

1873-74-ben Collins bejárta az Egyesült Államokat és Kanadát, és felolvasásokat tartott műveiből. Olyan amerikai írókkal találkozott, mint Oliver Wendell Holmes Sr. és Mark Twain. Barátságot kötött Napoleon Sarony fotóssal, aki több portrét is készített róla.
A The Law and the Lady című regényét, amely 1875 szeptemberétől márciusáig jelent meg a Graphicban, egy rövid regény, a The Haunted Hotel követte, amely 1878 júniusától novemberéig jelent meg. Későbbi regényei közé tartozik a Jezebel's Daughter (1880), The Black Robe (1881), Heart and Science (1883) és The Evil Genius (1886). 1884-ben Collinst megválasztották a Society of Authors alelnökévé, amelyet barátja és regényíró társa, Walter Besant alapított.
Collins drámai és regényes műveinek következetlen minőségét élete utolsó évtizedében általános egészségi állapotának romlása kísérte, beleértve a látásromlást is. Gyakran képtelen volt elhagyni otthonát, és nehezen tudott írni. Ezekben az utolsó években a fiatalabb írók, köztük a regényíró Hall Caine mentorálására összpontosított. Jogi hátterét arra is felhasználta, hogy segítsen megvédeni más írókat a műveik szerzői jogainak megsértésétől. Az írói munkásságával úgy tudott küzdeni a betegségével, hogy nem hagyta, hogy az ágyhoz kösse. Mostohalánya, Harriet több éven át leírójaként (amanuensis) is szolgált. Utolsó, Blind Love című regényét posztumusz fejezte be Walter Besant.

## Halála

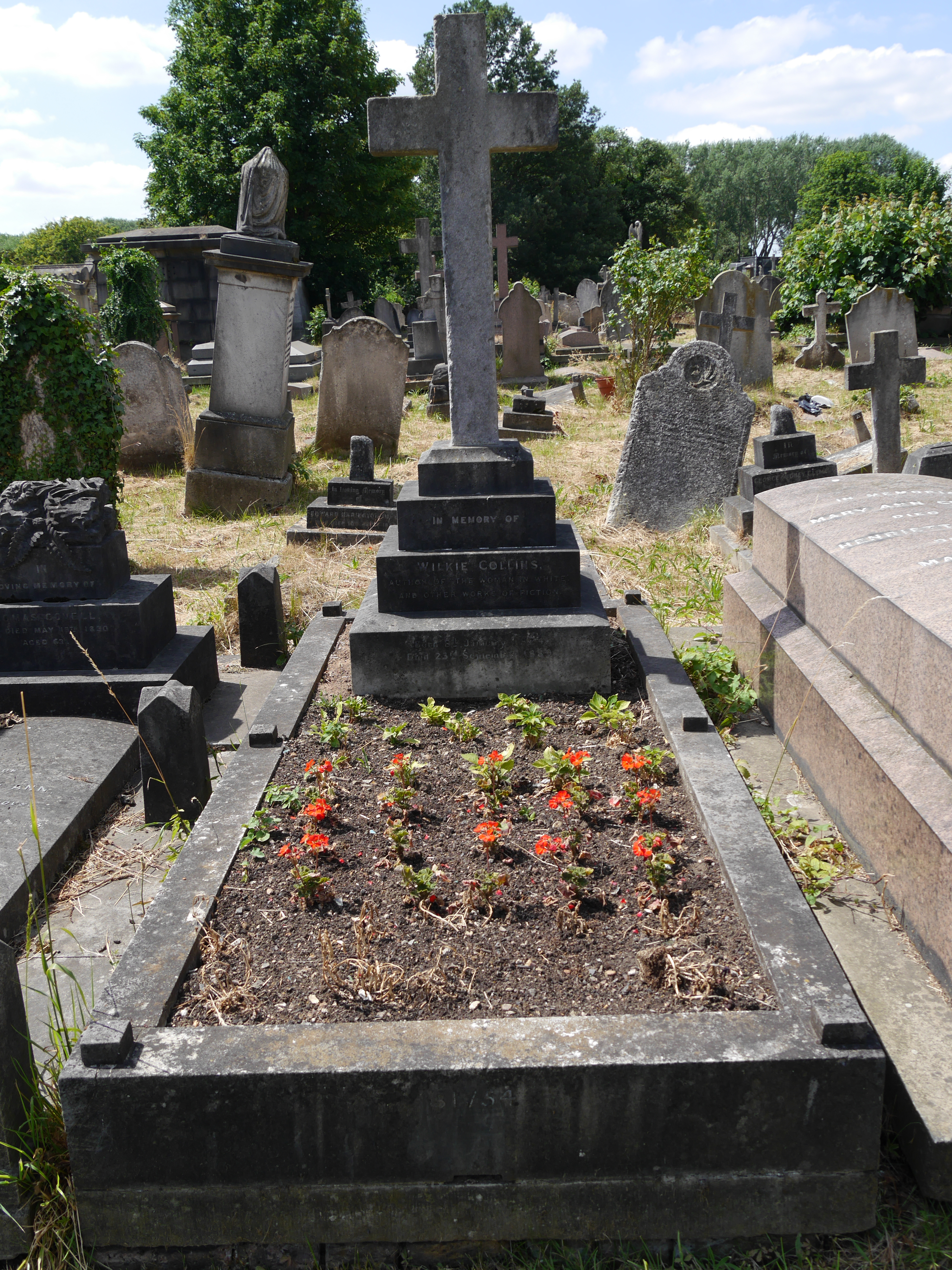
Monument, Kensal Green Cemetery

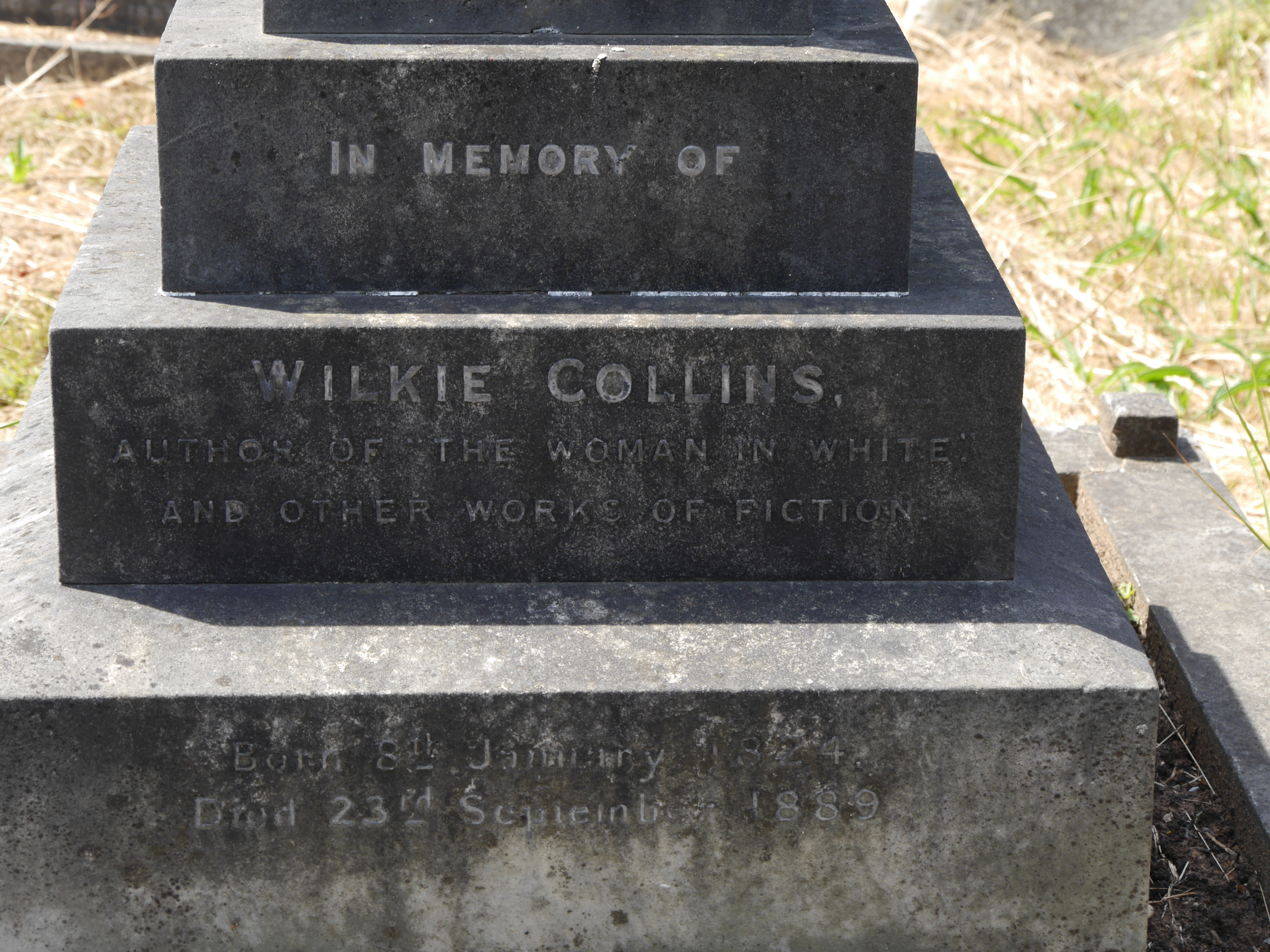
Műemlékrészlet, Kensal Green temető

Collins 1889. szeptember 23-án halt meg a Wimpole Street 65-ben, bénulás következtében. A nyugat-londoni Kensal Green temetőben temették el. Sírkövén a The Woman in White (A fehér ruhás nő) szerzőjeként szerepel. Caroline Graves 1895-ben halt meg, és Collinsszal együtt temették el. Martha Rudd 1919-ben halt meg.

## Magánélete
1858-ban Collins Caroline Gravesszel és lányával, Harriettel kezdett együtt élni. Caroline szerény családból származott, fiatalon ment férjhez, született egy gyermeke, és megözvegyült. Collins a Caroline által vezetett kis bolt közelében lakott, és az 1850-es évek közepén találkozhattak a környéken. Harrietet, akit Carrie-nek nevezett, saját lányaként kezelte, és segített gondoskodni a taníttatásáról. Egy rövid különválástól eltekintve Collins élete végéig együtt éltek. Collins nem kedvelte a házasság intézményét, de Caroline és Harriet iránt elkötelezett maradt, és családjának tekintette őket.
Caroline hozzá akart menni Collinshoz. A The Moonstone írása közben hagyta el, amikor a férfi heveny köszvényes rohamot kapott. Hozzáment egy fiatalabb, Joseph Clow nevű férfihoz, de két év után visszatért Collinshoz.
1868-ban Collins a norfolki Winterton-on-Sea-ban találkozott Martha Rudddal, és kettejük között kapcsolat kezdődött. A lány 19 éves volt, és nagy, szegény családból származott. Néhány évvel később Londonba költözött, hogy közelebb legyen a férfihoz. Lányuk, Marian 1869-ben született, második lányuk, Harriet Constance 1871-ben, fiuk, William Charles pedig 1874-ben. Amikor Martha-val volt, Collins felvette a William Dawson nevet, ő maga és gyermekeik pedig a Dawson vezetéknevet használták.
Élete utolsó 20 évében Collins megosztotta idejét Caroline, aki vele élt a Gloucester Place-i otthonában, és Martha között, aki a közelben lakott.
Collins vallásos keresztény volt.

## Művei

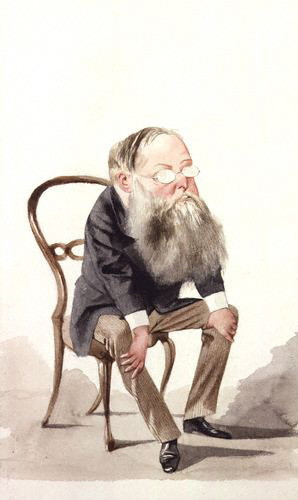
Felirat: „A regényíró, aki feltalálta a szenzációt”, Wilkie Collins karikatúrája a Vanity Fair 1872. február 3-i számában.

Collins műveit akkoriban a szenzációs regények közé sorolták, amely műfaj a detektív- és a feszültséggel teli regények előfutára lett. Emellett behatóan írt a nők helyzetéről, valamint korának társadalmi és családi problémáiról is. Az 1854-es Hide and Seek című regénye például az angol irodalomban az egyik első siket szereplő ábrázolását tartalmazza. Mint korának sok más írója, Collins is sorozatban jelentette meg regényeinek többségét, például Dickens All the Year Round című folyóiratában, és a forma mestereként ismerték, aki a feszültségnek éppen a megfelelő fokát teremtette meg ahhoz, hogy közönségét hétről hétre olvasásban tartsa.
A The Lighthouse egy melodráma volt, amely lazán Collins 1853-as novelláján, a „Gabriel's Marriage”-n alapult, de az Eddystone-világítótoronyban játszódik 1748 decemberében. Collins 1855 májusában elküldte a kész darabot Dickensnek, aki lelkesen vállalta a produkciót. Dickens játszotta Aaron Gurnockot, a fő világítótoronyőr szerepét, és elintézte, hogy Clarkson Stanfield fesse meg a hátteret. A többi szerepet Collins, Augustus Egg, Mark Lemon, Mary Dickens és Georgina Hogarth játszották. A produkciót 1855. június 16-tól négy estén át játszották a Tavistock House-ban, majd július 10-én a kensingtoni Campden House-ban egyetlen előadással folytatódott. Collins első hivatásos produkciójaként a Royal Olympic Theatre-ben 1857. augusztus 10-től október 17-ig játszották. Robson játszotta Aaron Gurnockot, a prológust pedig George Vining olvasta fel. Az amerikai változatot 1858. január 21-én mutatták be a New York-i New Theatre-ben. 1865. május 3-án a Royal Bijou Theatre-ben (Lambeth School of Art) Palgrave Simpson főszereplésével amatőr előadás készült, majd az 1870-es és 1880-as években Shelley Boscombe Theatre-jában további felújítások következtek. A The Lighthouse-t Emile Forgues fordította le franciára.
Collins tíz éven át sikert sikerre halmozott, miután 1859-ben kiadta A fehér ruhás nőt. Következő regényében, a No Name-ben a társadalmi kommentárt – a törvény abszurditását a nem házas szülők gyermekeivel szemben (lásd Illegitimitás a szépirodalomban) – egy sűrűn megtervezett bosszúthrillerrel ötvözte. Az Armadale, Collins 1860-as évekbeli fő regényei közül az első és egyetlen olyan, amely az All the Year Roundon kívül más folyóiratban jelent meg folytatásokban, erős kritikát váltott ki. A recenzensek kétesnek találták Lydia Gwilt gazemberét, és tovább provokálta őket Collins jellegzetesen konfrontatív előszava. A regény egyszerre jelentett pénzügyi sikert szerzője számára és viszonylagos kereskedelmi kudarcot: a Cornhill által a sorozatkiadás jogaiért fizetett összeg rendkívüli volt, és jelentősen meghaladta a hasonló regények túlnyomó többségéért fizetett árakat, a regény azonban nem hozta vissza a kiadó befektetését.
Az 1868-ban megjelent The Moonstone, amely Collins írói pályafutása általában legsikeresebb évtizedének utolsó regénye volt, Dickens és a kritikusok kissé hűvös fogadtatása ellenére is jelentős visszatérés volt. Újra megalapozta egy olyan szerző piaci értékét, akinek sikere a versengő viktoriánus irodalmi piacon az első, mesterművének tartott műve után egyre csökkent. Sokan úgy tekintenek rá, mint a detektívtörténet megjelenésére az angol regény hagyományán belül, A holdkő továbbra is Collins egyik legelismertebb műve. T. S. Eliot később úgy jellemezte, mint „az első, a leghosszabb és a legjobb modern angol detektívregényt... egy olyan műfajban, amelyet Collins és nem Poe talált ki”. A neves krimiíró, Dorothy L. Sayers később úgy emlegette, hogy „valószínűleg a valaha írt legjobb detektívtörténet”.
A The Moonstone után Collins regényei kevesebb thrillerelemet és több társadalmi kommentárt tartalmaztak. A témák továbbra is szenzációsak maradtak, de népszerűsége csökkent. Algernon Charles Swinburne költő így nyilatkozott: „Mi vitte a jó Wilkie zsenijét a pusztulás közelébe? / Valami démon suttogta – „Wilkie! Küldetésed van”. Collins hanyatlásának leggyakrabban említett tényezői: Dickens 1870-ben bekövetkezett halála és ezzel együtt irodalmi mentorálásának elvesztése, Collins növekvő függősége a laudánumtól, valamint az a vonzódása, hogy regényeit a társadalmi igazságtalanságok elleni tiltakozásra használta fel.
A fehér ruhás nő és A Holdgyémánt szokatlan elbeszélésszerkezetű, némiképp levélregényre emlékeztető regény, amelyben a könyv különböző részeinek különböző narrátorai vannak, mindegyiküknek más-más elbeszélői hangja van. Az Armadale-ben ez kisebb mértékben az egyes szereplők közötti levelezésen keresztül valósul meg.

## Nevezetes munkák

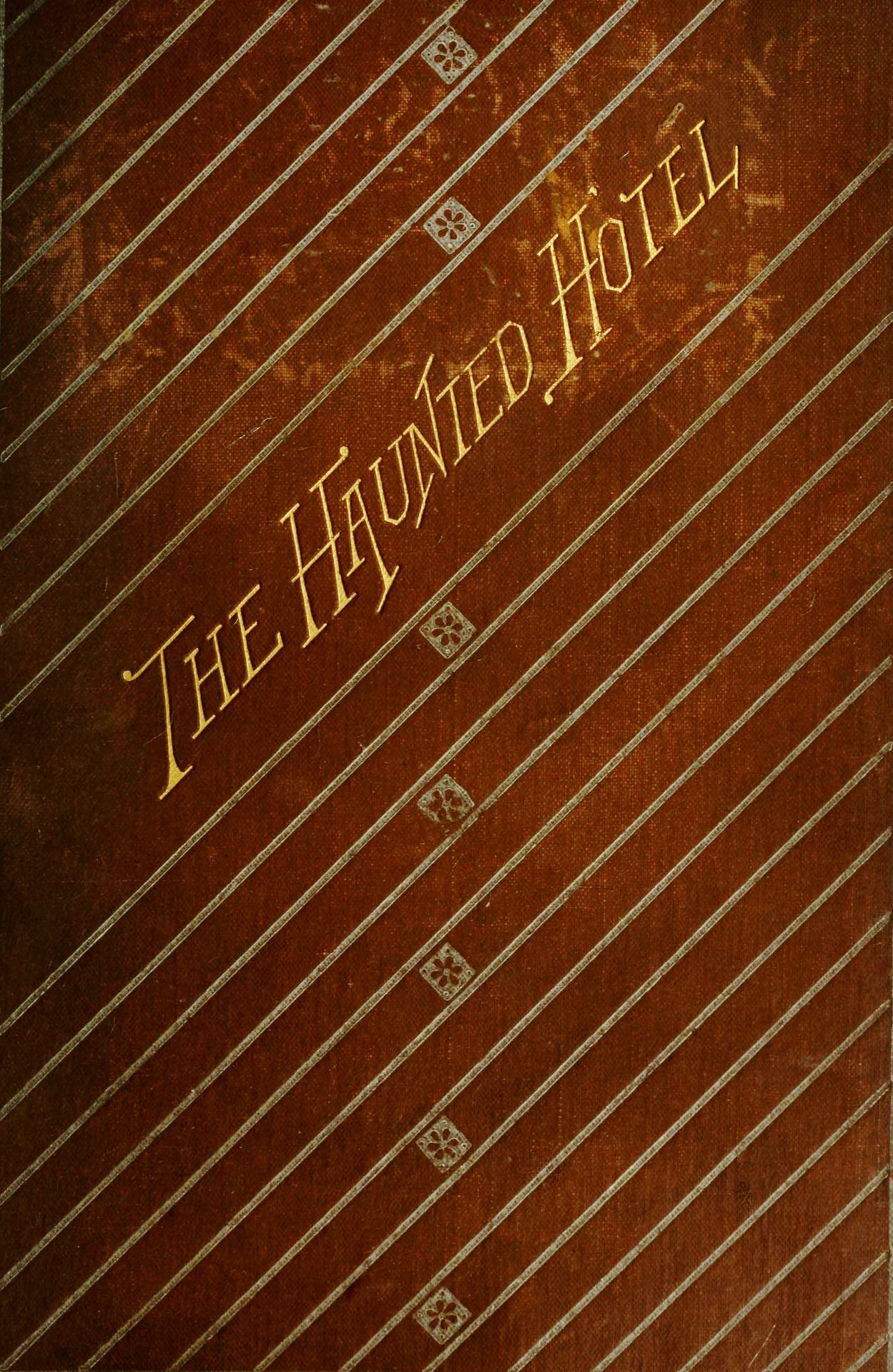
A The Haunted Hotel első kiadásának borítója, 1879

- Antonina, or The Fall of Rome (1850)
- Basil (1852)
- Gabriel's Marriage (1853), novella
- Hide and Seek (1854)
- The Dead Secret (1856)
- After Dark (1856), novellagyűjtemény
- The Frozen Deep (1857), Charles Dickensszel közösen írt darab
- A House to Let (1858), novella Charles Dickensszel, Elizabeth Gaskellel és Adelaide Anne Procterrel(wd) közösen
- The Haunted House, Charles Dickens, Elizabeth Gaskell, Adelaide Anne Proctor, George Sala(wd) és Hesba Stretton(wd) által közösen írt novella
- The Woman in White (1860)
- No Name (1862)
- Armadale (1866)
- No Thoroughfare (1867), a történetet és színdarabot Charles Dickensszel közösen írták
- The Moonstone (1868)
- Man and Wife (1870)
- Poor Miss Finch (1872), Frances Minto Elliot(wd)-nak szentelve
- The Law and the Lady (1875)
- The Two Destinies (1876)
- The Haunted Hotel (1878)
- The Fallen Leaves (1879)
- Jezebel's Daughter (1880)
- The Black Robe (1881)
- Heart and Science (1882–1883)
- The Evil Genius (1885)

### Képernyő adaptációk
- The Woman in White (silent, UK, 1929)
- The Moonstone (1934)
- The Woman in White (US, 1948)
- The Moonstone (UK, seven episodes, 1959)
- The Woman in White (Nyugat-Németország, minisorozat, három epizód, 1971, „Die Frau in Weiß” címmel)
- The Woman in White (Szovjetunió, két epizód, 1981, "Zsenscsina v belom" címmel)
- The Woman In White (1982-es tévésorozat, Egyesült Királyság, öt epizód)
- The Woman in White (1997-es tévésorozat, Egyesült Királyság)
- Basil (1998)
- The Moonstone (UK, öt epizód, 2016)
- The Woman in White (UK, öt epizód, 2018)

### Magyarul megjelent
- A fehér ruhás nő. Regény (The Woman in White) – Lauffer és Stolp, Pest, 1862 · Fordította: Balázs Frigyes
- A gleninchi rejtély. Regény – Athenaeum, Budapest, 1875 · Fordította: Zichy Camilla
- Két beszély – Aigner Lajos, Budapest, 1876 (Magyar könyvesház)· Fordította: Csukássy József
- A két végzet. Regény (The two destinies) – Athenaeum, Budapest, 1877 · Fordította: Mudrony Pál
- A kísértetes palota. Regény a mai Velence titkaiból; ford. Huszár Imre; Légrády, Budapest, 1879
- A kísértet. Különös történet; Légrády, Budapest, 1880
- A titokzatos hang. Regény, 1-2.; ford. Zichy Camilla; Athenaeum, Budapest, 1881
- Két lélek útja. Regény, 1-2.; ford. Benedek Elek; Révai, Budapest, 1883
- Szív és tudomány. Regény (Heart and science) – Révai, Budapest, 1884 · Fordította: Huszár Imre
- Jezabel leánya. Regény (Jezebel's daughter) – Budapesti Hírlap, 1886 · Fordította: Huszár Imre
- Nem! Regény (I Say No) – Singer és Wolfner, Budapest, 1886 (Egyetemes regénytár)
- Wilkie Collins: A molnár leánya / Nicola Misasi: Marco; Pallas, Budapest, 1887 (Pallas-könyvtár)
- A vérpad. Regény, 1-3.; ford. M. V.; fordítói, Budapest, 1887
- A rémuralom napjaiból. Regény – Pallas, Budapest, 1890
- Párbaj az erdőben; ford. Mikes Lajos; Lampel, Budapest, 1904 (Magyar könyvtár)
- A jóslat. Regény; ford. Mikes Lajos; Lampel, Budapest, 1905 (Magyar könyvtár)
- A holt víz partján – Érdekes Újság, Budapest, 1924 (Legjobb könyvek)
- A kés-ajándék. Bűnügyi regény – Érdekes Újság, Budapest, 1925 (Legjobb könyvek)
- Vak szerelem. Regény – Tolnai, Budapest, 1930 (Tolnai regénytára) · Fordította: Török Iván
- A 80.000 fontos végrendelet. Regény – Légrády Testvérek, Budapest, 1931 (Pesti Hírlap könyvek) · Fordította: Sebestyén Ede
- A Holdgyémánt (The Moonstone) – Európa, Budapest, 1959 · Fordította: Kiss Ferencné
- A fehér ruhás nő (The Woman in White) – Lazi, Szeged, 2012 · ISBN 9789632671550 · Fordította: Béresi Csilla
- Párbaj az erdőben (Miss Bertha and the Yankee) – Magyar Elektronikus Könyvtárért Egyesület, Budapest, 2015 · ISBN 9786155572746 · Fordította: Mikes Lajos
- A jóslat (Mr. Percy and the Prophet) – Digi-Book Magyarország, 2016 · ISBN 9789633985021 · Fordította: Mikes Lajos
- A kísértet (The dead alive) – Magyar Elektronikus Könyvtárért Egyesület, Budapest, 2017 · ISBN 9786155572791
- A kísértetes palota (The Haunted Hotel) – Magyar Elektronikus Könyvtárért Egyesület, 2017 · ISBN 9786155572807 · Fordította: Huszár Imre
- Két lélek útja (The Two Destinies) – Digi-Book Magyarország, 2017 · ISBN 9789633988817 · Fordította: Benedek Elek
- A titokzatos hang (The black robe) – Magyar Elektronikus Könyvtárért Egyesület, 2017 · ISBN 978-615-5572-78-4 · Fordította: Zichy Camilla

## Fordítás
- Ez a szócikk részben vagy egészben  a   Wilkie Collins című angol Wikipédia-szócikk fordításán alapul.  Az eredeti cikk szerkesztőit annak laptörténete sorolja fel. Ez a jelzés csupán a megfogalmazás eredetét és a szerzői jogokat jelzi, nem szolgál a cikkben szereplő információk forrásmegjelöléseként.